# Оранієнбаум (Росія)

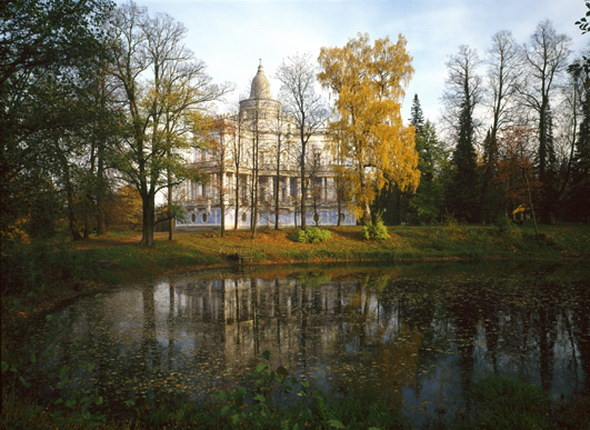
Оранієнбаум. Парк і Катальна горка. Фото 2008 р.

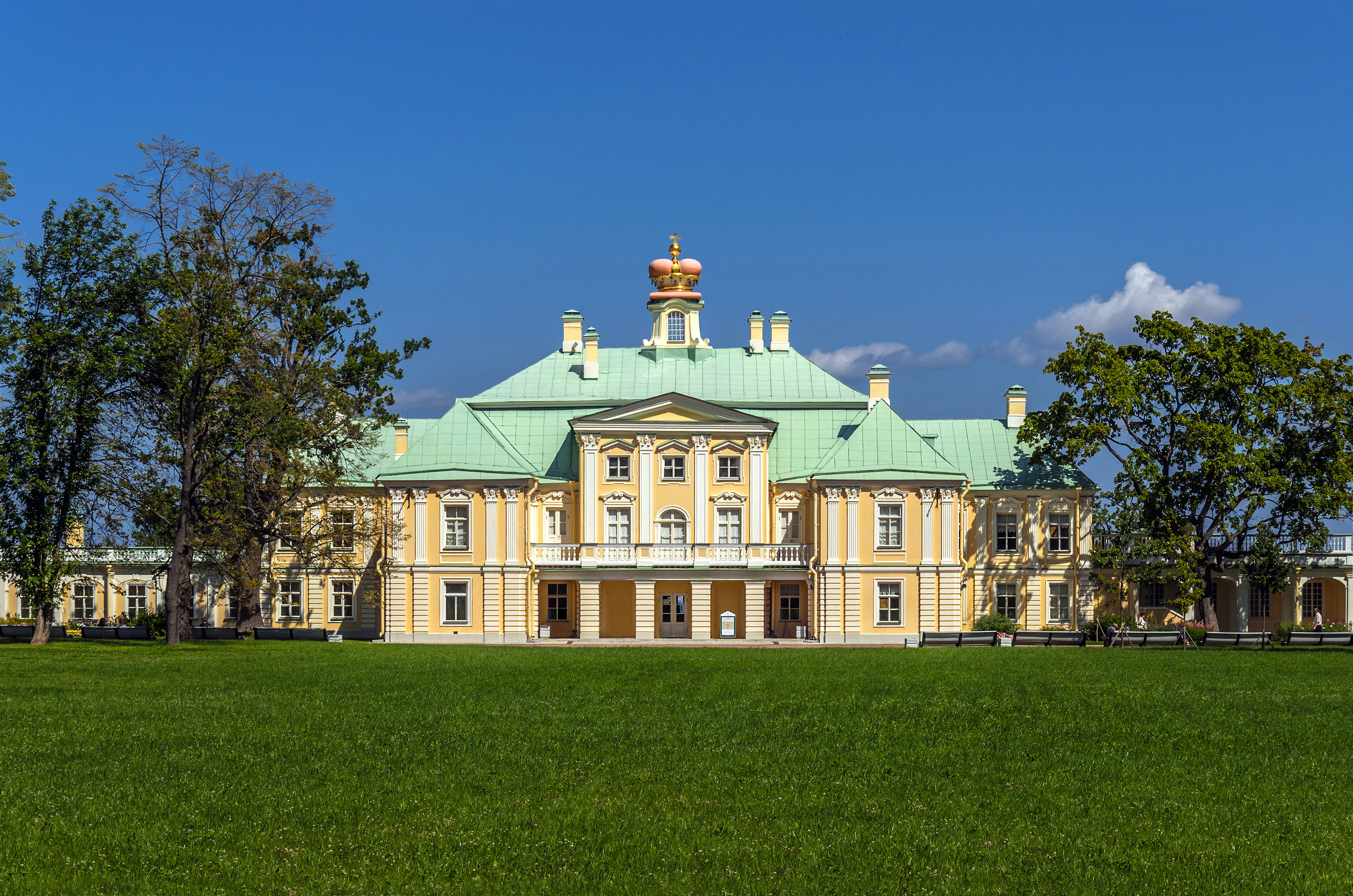
Меншиковський палац (Оранієнбаум)

Оранієнба́ум (рос. Ораниенбаум від нім. Oranienbaum — «померанцеве дерево» або «апельсинове дерево») — один з найкраще збережених палацово-паркових ансамблів 18 століття у передмістях Санкт-Петербурга. Розташований на території міста Ломоносова (до 1948 року — Оранієнбаум) і мав у своєму складі палаци і парки XVIII століття. Дача імператриці в Оранієнбаумі — унікальна художня пам'ятка, що зберігає всі елементи оригінального декору інтер'єру, написаного Джованні Баттіста Піттоні (італ. Giambattista Pittoni), найвідомішим італійським живописцем XVIII ст.

## Історія виникнення
Обживання і забудова південних берегів Балтики активно розпочалася ще під час Великої Північної війни. Після поразки армії шведів під містом Полтава цар Петро І виділив ділянки землі на узбережжі наближеним до нього військовим та вельможам з наказом створити « забавные увеселительные дворцы каменною изрядною архитектурою».

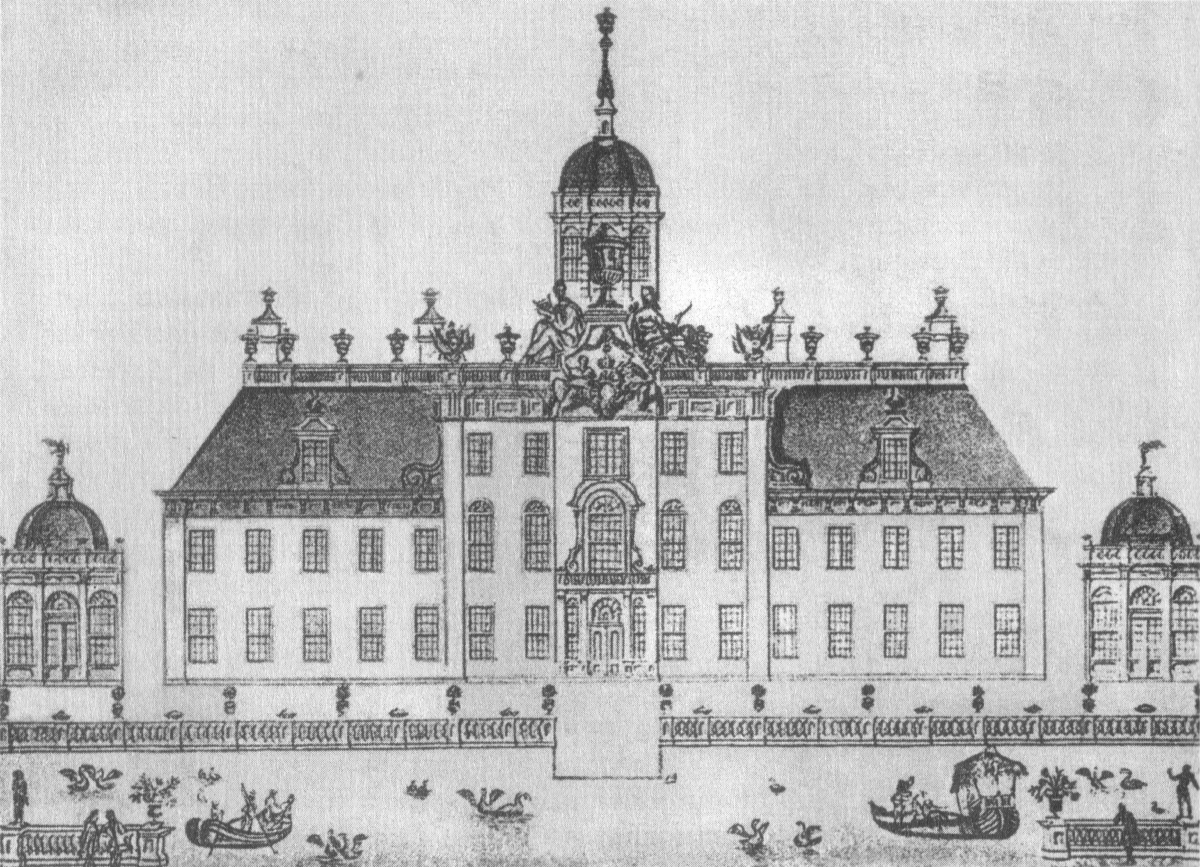
Підзірний палац. Початок 18 ст.

Він і сам розпочав будівництво декількох парадних власних резиденцій і місцевостях Дальні Дубки, Стрельна та Петергоф. Але найбільшу активність в розбудові нових ділянок виявив Меншиков, генерал-губернатор краю. На виділених для нього земельних ділянках Олександр Данилович створив для себе відразу декілька невеличких садиб-резиденцій
- у Петергофі — «Монкураж»
- біля Стрельни — «Фаворит»
- в Усть-Іжорі
- Італійський палац на острові Котлін (Кронштадт)

Невеличка спочатку садиба виникла і на узбережжі навпроти Котліну (Кронштадт). Місцевість отримала назву Оранієнбаум, яку донині зберігає залізнична станція. Усть-Іжора так і залишилась заштатним містечком, до Стрельни цар охолонув і подарував її своїй дочці. Цар перебрався у Петергоф (що був ближче до Котліна і Оранієнбаума) і мав природні умови для створення значної фонтанної системи. Так Оранієнбаум став головним палацовим комплексом і для Меншикова.
Поступово значення садибки Оранієнбаум зросло настільки, що перевищило усі інші княжі резиденції, як наближену до Петергофа та Кронштадту. Протягом 17 років (1710—1727) князь кинув сюди найкращих архітекторів і майстрів для створення парадної резиденції. За розмахом і масштабом проведених робіт будівельний майдан Оранієнбауму дорівнював Петергофу, але мав низку відмінностей, власне обличчя і індивідуальний проєкт.

## Виникнення ансамблю

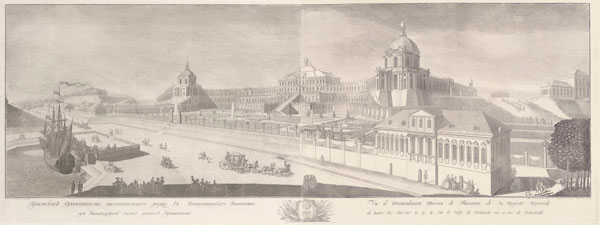
Ансамбль у Оранієнбаумі. Гравюра Внукова і Челнакова середини 18 ст.

За сучасними висновками зразком для створення ансамблю могла бути вілла Доріа Памфілі. Але вілла папи римського з роду Памфілі далека від моря, архаїчна за побудовою, а її проєкт не втілений в реальності повністю.
Садиба Меншикова у Оранієнбаумі — один з перших цілісних і масштабних ансамблів європейського зразка під Петербургом. В первісний ансамбль входили -
- канал від моря до Нижнього саду палацу
- гавань з причалом для човнів і невеликих вітрильників
- Сад бароко з фонтанами, мармуровими скульптурами і партерам
- палац з галереями і двома бічними двоярусними павільйонами
- госпдвір за палацом
- один довгий флігель з вежею і курантами.

За перший будівельний термін встигли побудувати Великий палац, так званий Нижній сад (регулярний сад пізнього бароко), Картинний будинок і п'ять нижніх будинків. Невеликий двоповерховий палац прикрасили дахом з переломом. А з боків додали довгі дугоподібні одноповерхові галереї, що закінчувались розкішними павільйонами — Церковним і Японським. Все це на єдиній осі, як то і вимагали настанови бароко. По першій відсутності більшості фонтанів у Петергофі і замалому там палаці ансамбль у Оранієнбаумі справляв не менш цілісне враження парадної резиденції і мав завершений художній образ. Лише значні додатки парку і фонтанів у Петергофі, перебудови і збільшення палацу до 1761 року перевищили значимість ансамблю у Оранієнбаумі, покинутому після 1727 року і потрощеному після пристосування під морський шпиталь.

## Низка уславлених архітекторів
Тут працювала ціла низка уславлених архітекторів. До побудови Великого палацу причетний майстер фортифікаційних і палацових справ Джованні Маріо Фонтана. Але не йому належить художній задум всього ансамблю, що копіював італійський зразок — віллу Доріа-Памфілі. Первісний проєкт залишається маловідомим. На будівництві бував Андреас Шлютер, що працював в Україні в місті Жовква. Будівництво після Фонтана вів Шедель Йоганн-Готфрід, що пізніше перебрався в Україну в Київ. Добудови в свій час зробив і уславлений Растреллі, і неперевершений Антоніо Рінальді, що починав працювати в місті Батурин в Україні, а потім був перехоплений владою для Петербурга.

## Нові складові частини і втрати

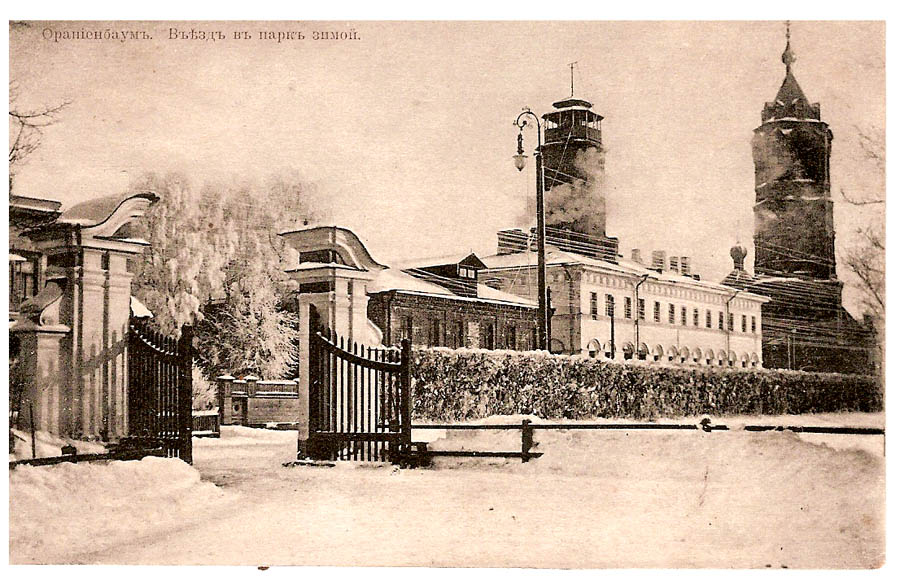
Оранієнбаум. Вхід до парку, зима, до 1917 р.

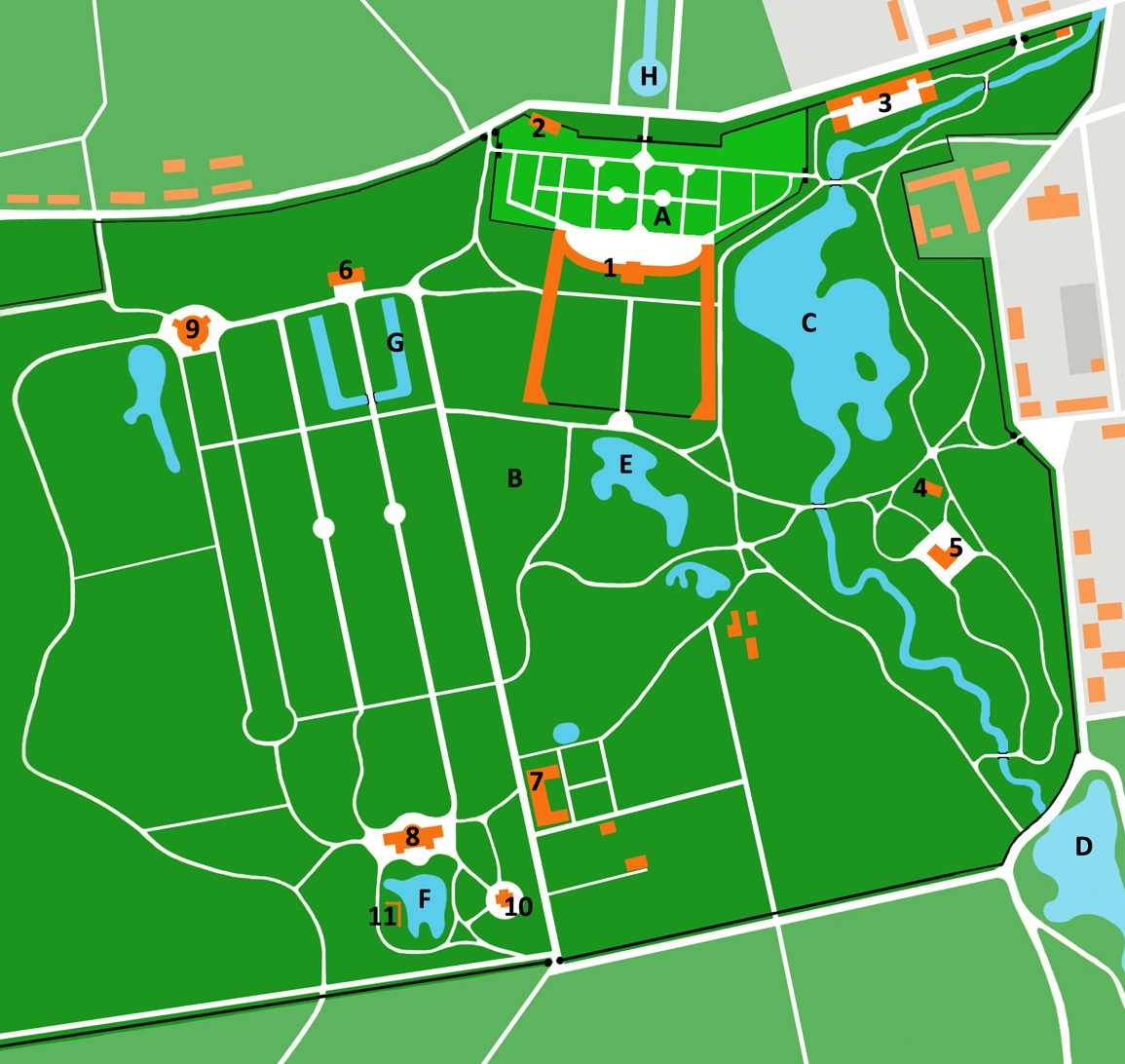
Туристична схема палаців і парків у Оранінбаумі.

Доповнення та нові складові частини отримав з часом і ансамбль у Оранієнбаумі. Вежу часів Меншикова знищили, а хоздвір отримав другий флігель, що відокремив ділянку від парку. Але два процеси пішли разом -
- деградація палацово-паркового ансамблю після заслання Меншикова
- створення нових ділянок парку і двох нових палацових ансамблів на інших ділянках.

Особливо значними були втрати в 19 столітті, коли проклали залізничну колію через засипаний канал від моря. Гавань перед садом знищили взагалі. Перебудови інтер'єрів Меншиковського палацу знищили їх первісне вбрання. Нижній сад втратив усі партери і фонтани, які теж засипали. Були знищені ділянки парків біля палацу Петра III та біля Китайського палацу. Вони заросли, здичавіли і були перетворені на пейзажні ділянки, які нічим не нагадували первісне розпланування. В 20 столітті вивезли усю мармурову скульптуру.
В роки 2-ї світової війни і під час блокади Ленінграда Оранієнбаум не віддали фашистам. Тут господарювала Червона Армія, тому палацовий комплекс не був зруйнований німецькими фашистами, як в Петергофі, Гатчині, Павловську чи Царському Селі. Але збережені пам'ятки довго чекали ремонтів і реставрацій. Палац Меншикова роками був у веденні радянських військових.
Позитивні зрушення прийшли лише на початку 21 століття, коли Оранієнбаум і його палаци віддали у ведення Петергофа і його музеїв.

## Оранієнбаум. Великий палац
Будівництво розпочалося з 1710, і тривало сімнадцять років. За цей термін встигли побудувати Великий палац, так званий Нижній сад (регулярний сад пізнього бароко), Картинний дім і п'ять нижніх будинків. Невеликий двоповерховий палац прикрасили дахом з переломом. А з боків додали довгі дугоподібні одноповерхові галереї, що закінчувались розкішними павільйонами -Церковним і Японським. Все це надало невеличкому ансамблю величі, а розкішний регулярний Нижній сад набув небаченої розкоші. Бо тут була мармурова садово-паркова скульптура та декілька фонтанів. Від моря прорили канал, аби діставатись до палацу морем на човнах і невеликих кораблях.
Сам палац побудували на вершині пагорба, що додавало будівлі висоти. Необхідні майстерні, кімнати слуг, кухні, комори з меблями і харчами розмістили у флігелях біля парадного двору — курдонеру. За часів Меншикова встигли побудувати лише західний флігель. Східний не будували, за що цар докоряв Меншикову, бо не було бажаної симетрії. Кімнати в палаці були малі, але красиві та добре прикрашені картинами і меблями. Церковний павільйон мав визолочений вівтар роботи Зарудного.

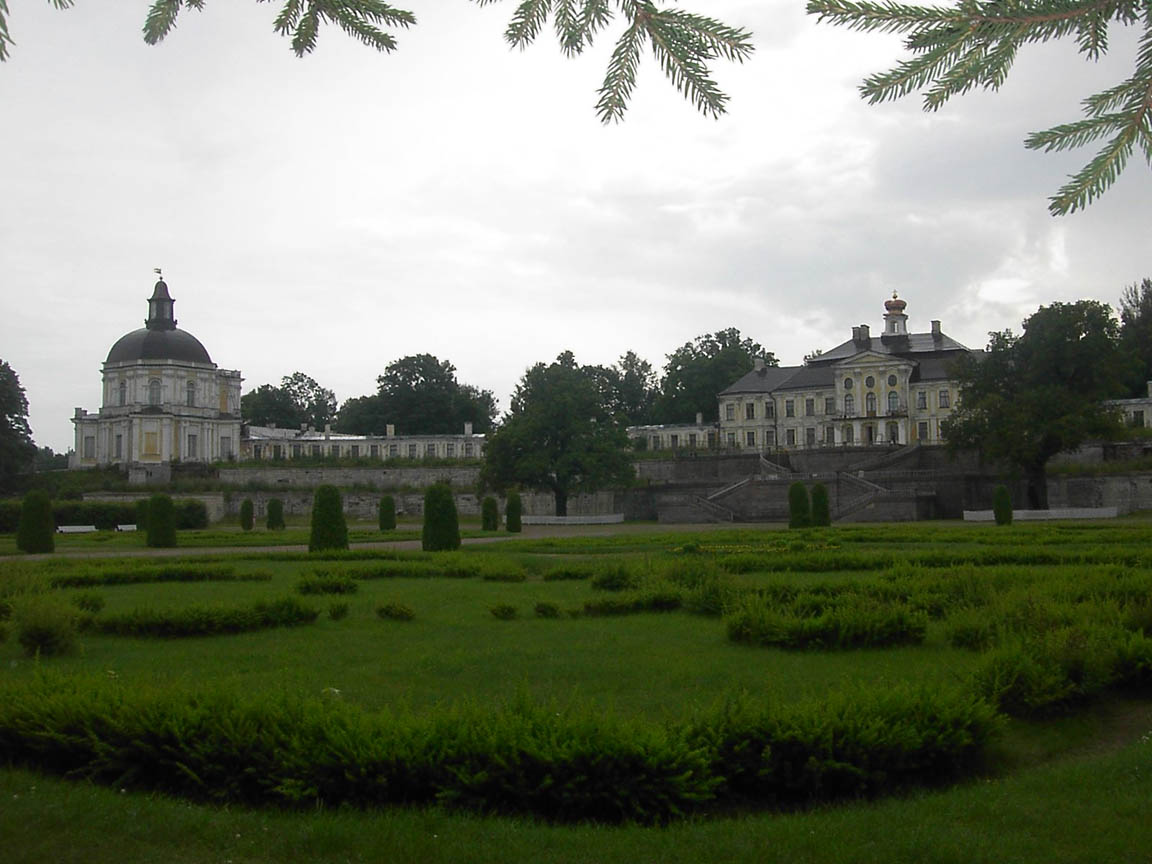
Великий палац від Нижнього саду.
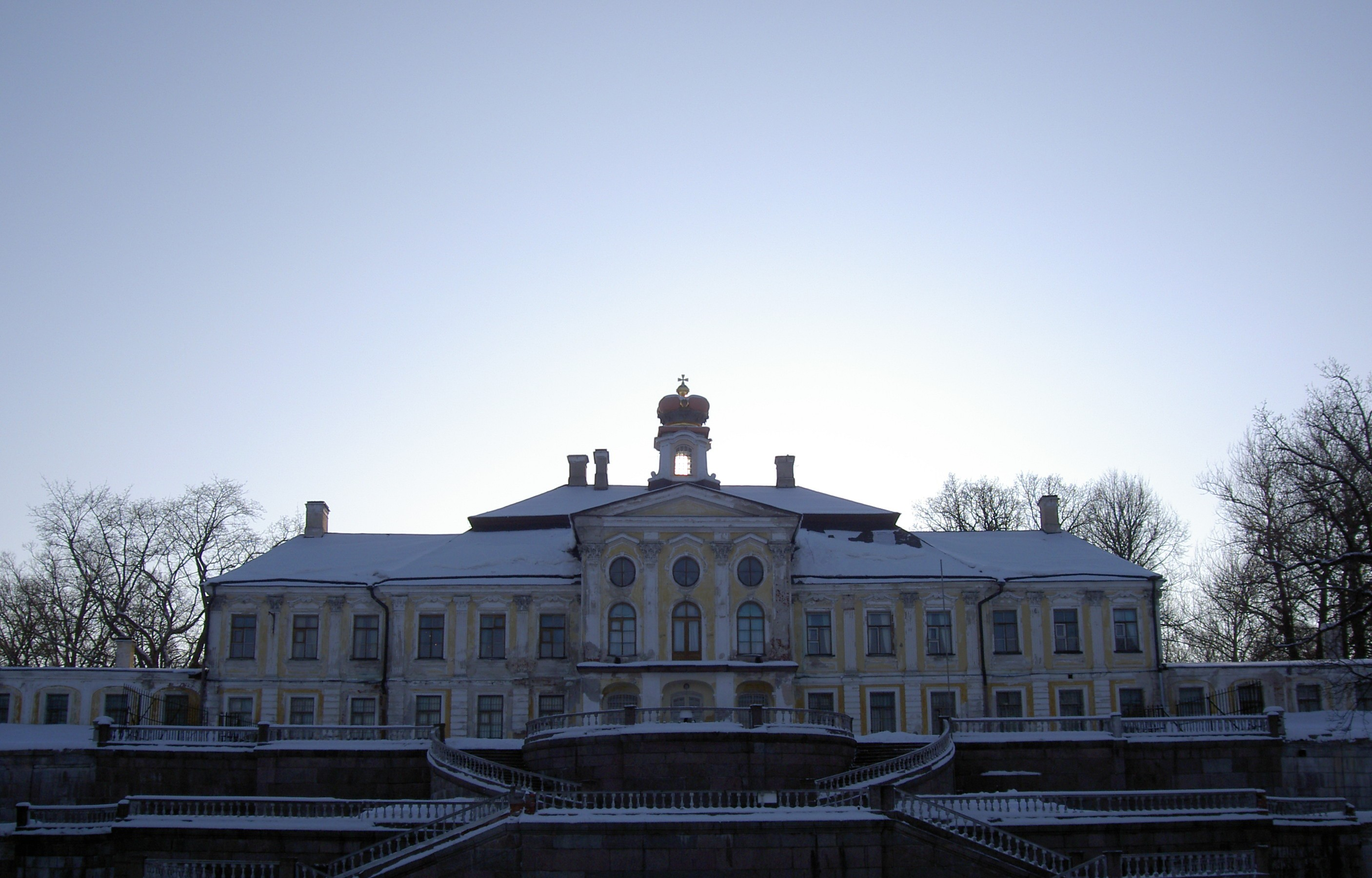
Центральна частина палацу Меншикова.
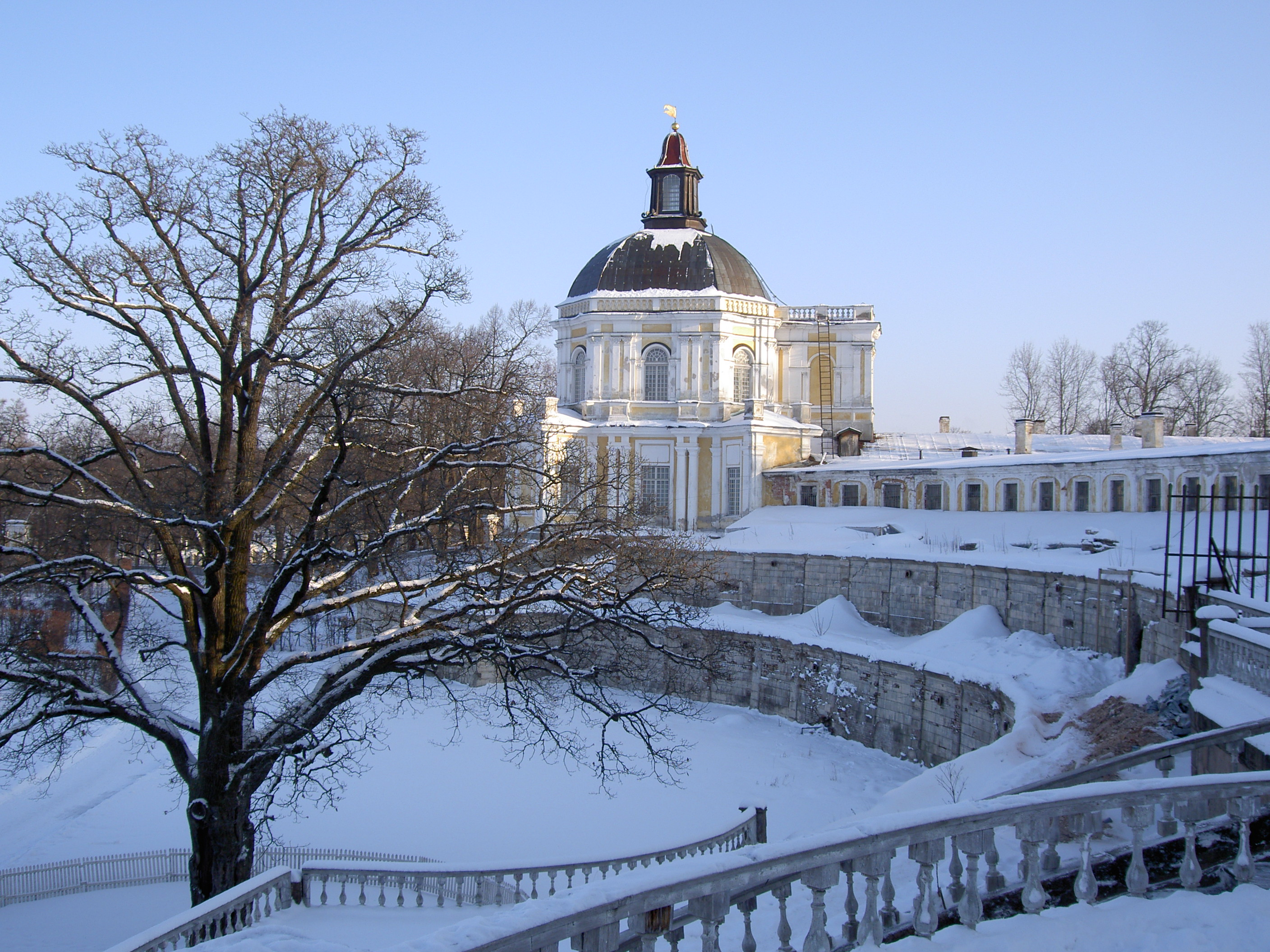
Тераси перед Великим палацом взимку.

## Картинний будинок
Головний фасад садиби був повернутий на північ до Балтики. Палац стояв на пагорбі, а понизу з боків барокову огорожу закінчували ще два павільйони, зі сходу — Оранжерея, з заходу — Картинний будинок. В Оранжереї і вирощували помаранчі, що перейшли на герб міста, а в Картинному будинку оселився західноєвропейський живопис.
Це була новина і знадинка садиби. Адже ціле приміщення відвели для картин. Це один з перших музеїв чи приклад картинних галерей в Росії. Цікаво, що попри перевезення і війни, деякі картини дійшли до 21 століття і їх можна бачити в музеї Ермітаж, якщо відвідувачам пощастить. Ще цікавіше те, що Картинний будинок без істотних перебудов дожив теж до 21 століття.

## Низка уславлених архітекторів
Тут працювала ціла низка уславлених архітекторів. До побудови Великого палацу причетний майстер фортифікаційних і палацових справ Джованні Маріо Фонтана. Але не йому належить художній задум всього ансамблю, що копіював італійський зразок — віллу Доріа-Памфілі. Первісний проєкт залишається невідомим. На будівництві був Андреас Шлютер, що працював в Україні в місті Жовква. Будівництво після Фонтана вів Шедель Йоганн-Готфрід, що пізніше перебрався в Україну в Київ. Добудови в свій час зробив і уславлений Растреллі, і неперевершений Антоніо Рінальді, що починав працювати в місті Батурин в Україні, а потім був перехоплений владою для Петербурга.

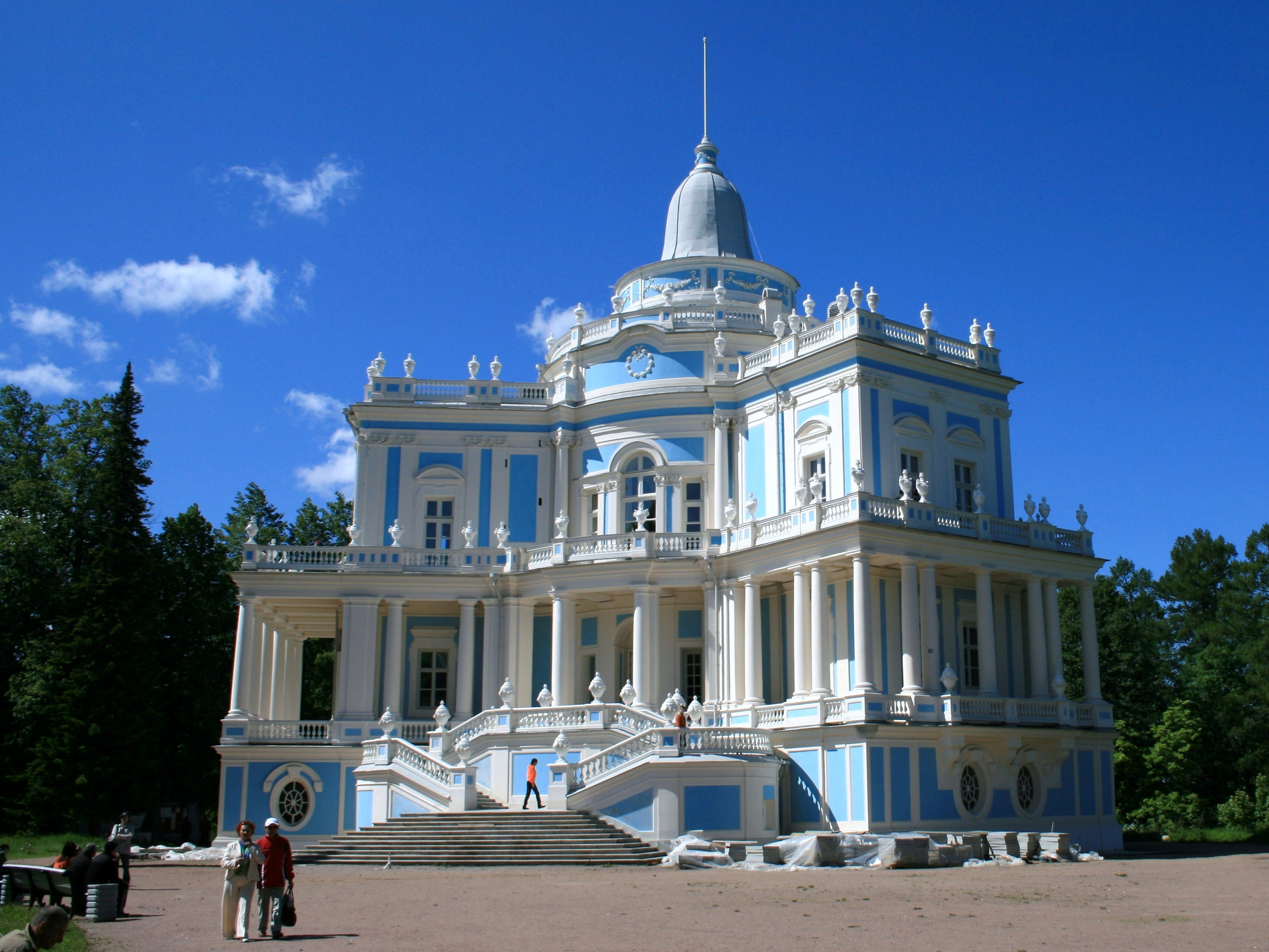
Арх. Рінальді.Павільйон Катальна Гірка.
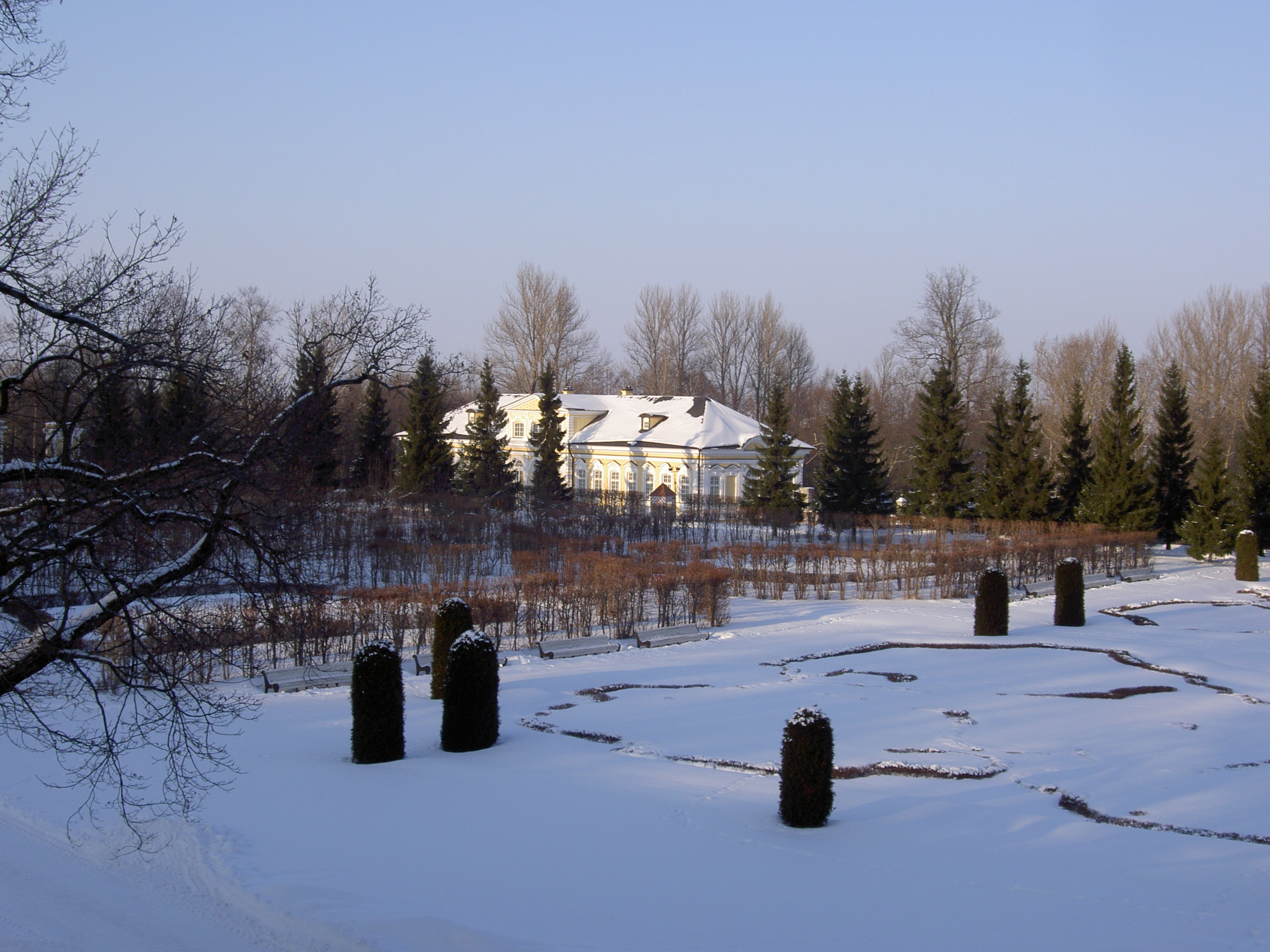
Картинний дім
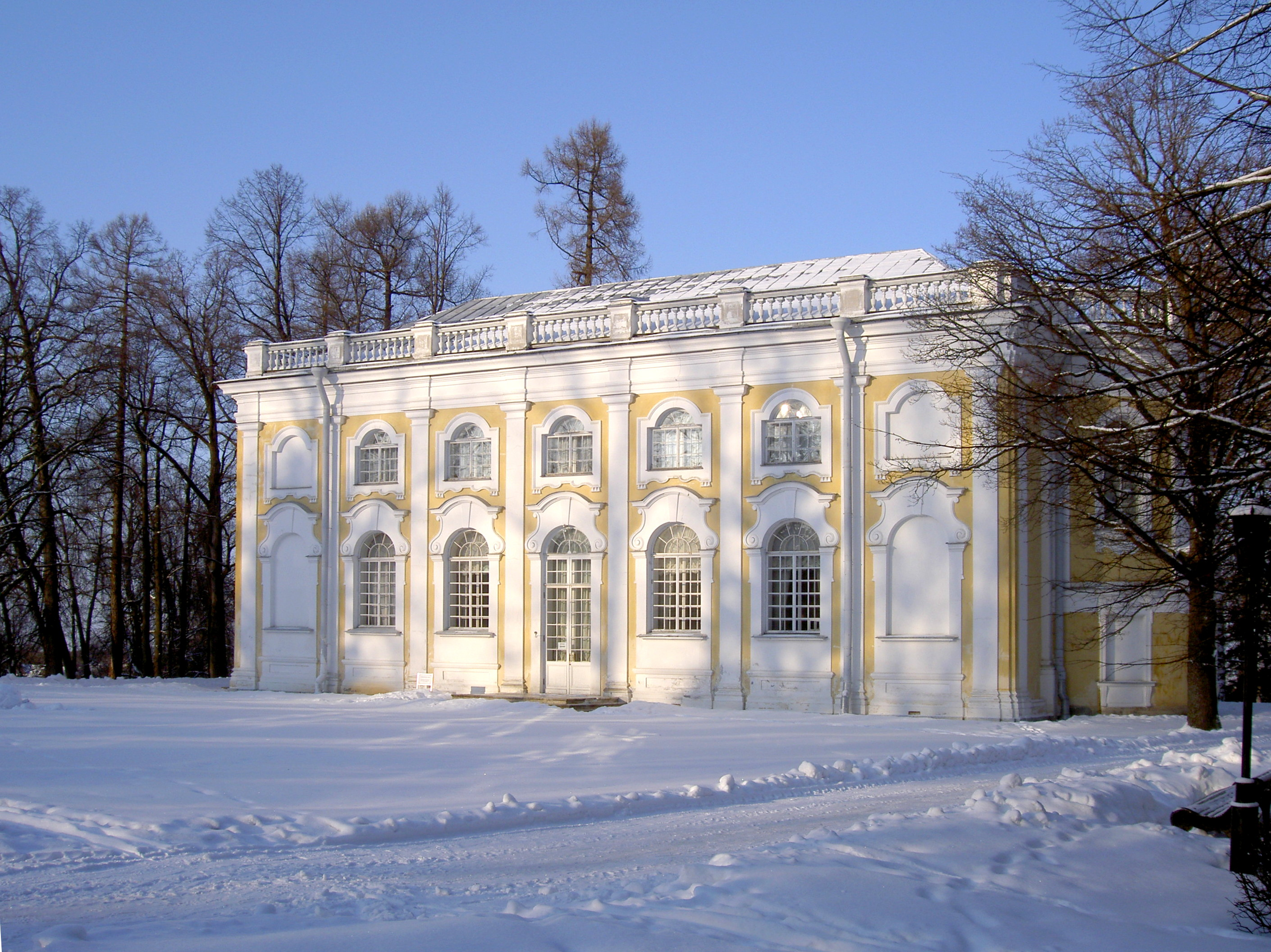
Кам'яна зала(використовується для концертів).

## Реставрація
Під час блокади Ленінграда Ораніенбаум не віддали нацистам. Тут господарювала Червона Армія, тому палацовий комплекс не був зруйнований німецькими фашистами, як в Петергофі, Гатчині, Павловську чи Царському Селі. Але збережені пам'ятки довго чекали ремонтів і реставрацій. Позитивні зрушення прийшли лише на початку XXI століття, коли Ораніенбаум і його палаци віддали у ведення Петергофа і його музеїв.

## Складові частини сучасного ансамблю

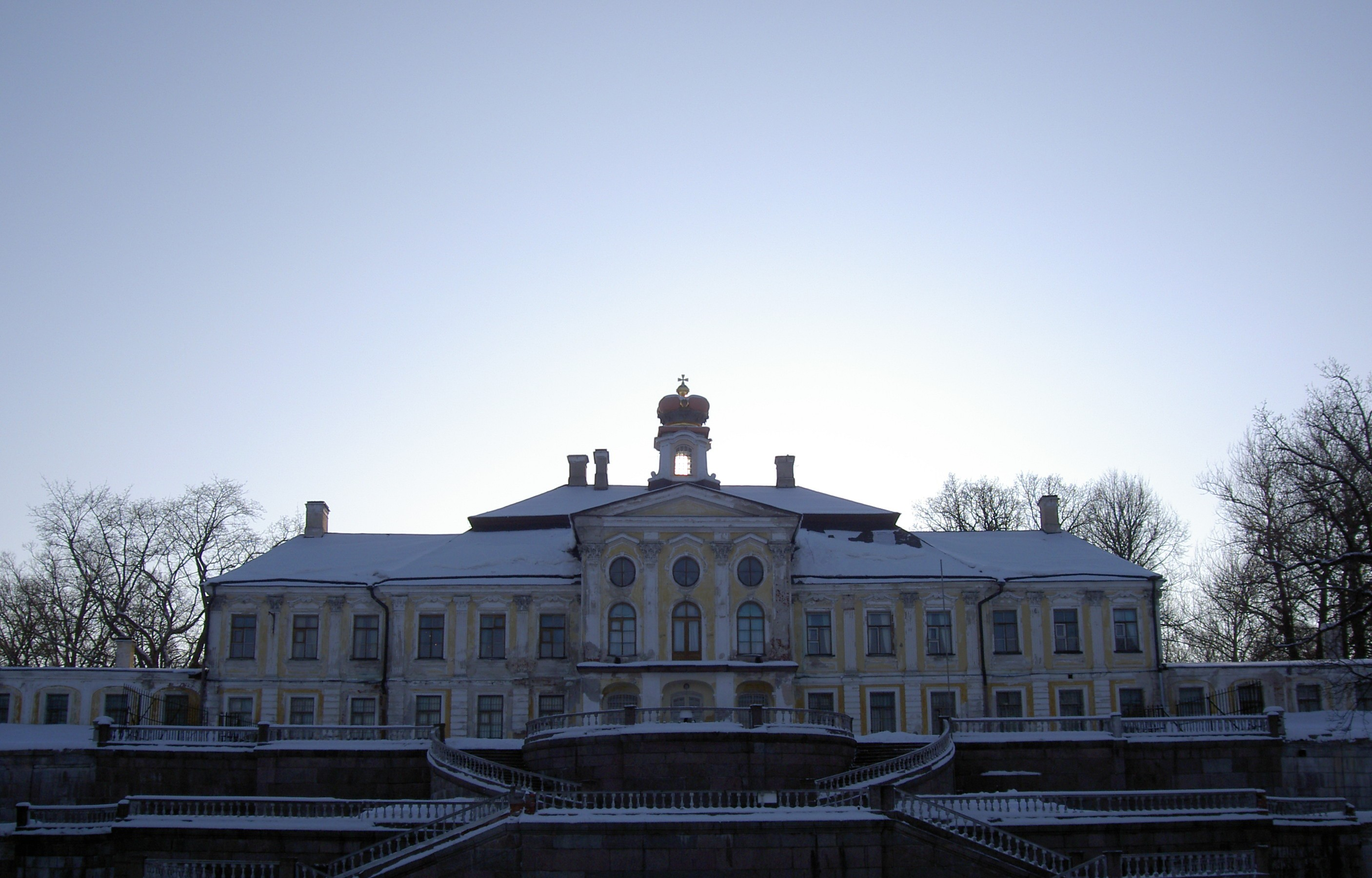
Меншиковський палац (Оранієнбаум)
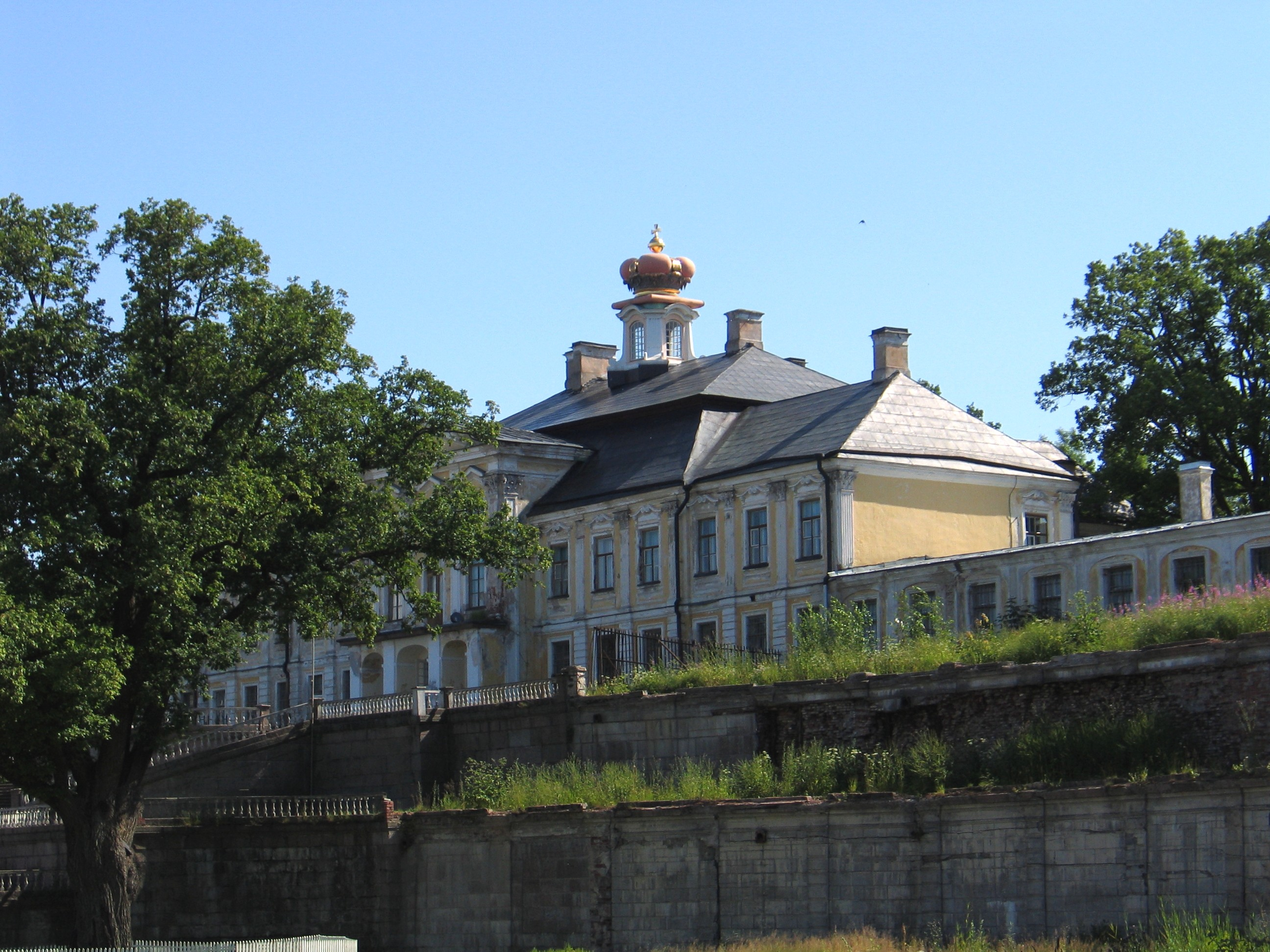
Меншиковський палац, тераси до Нижнього саду
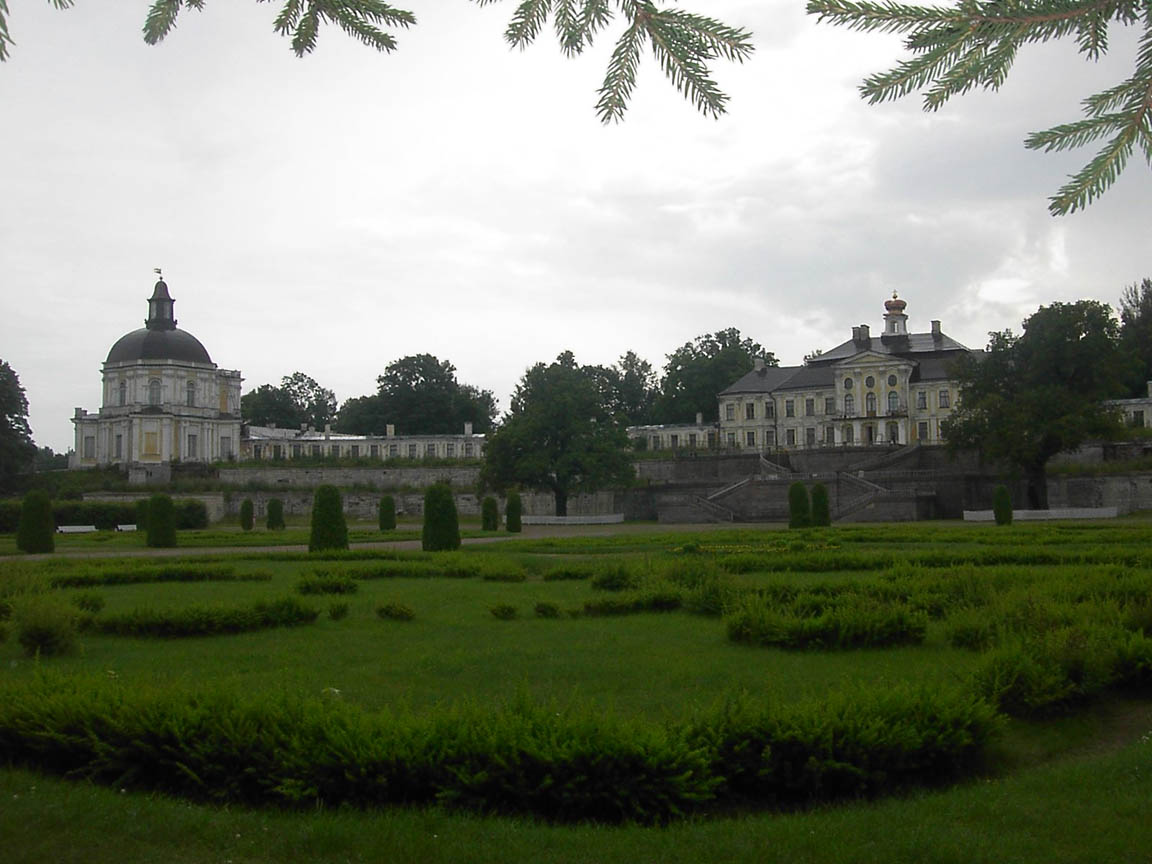
Відновлення Нижнього саду в стилі бароко
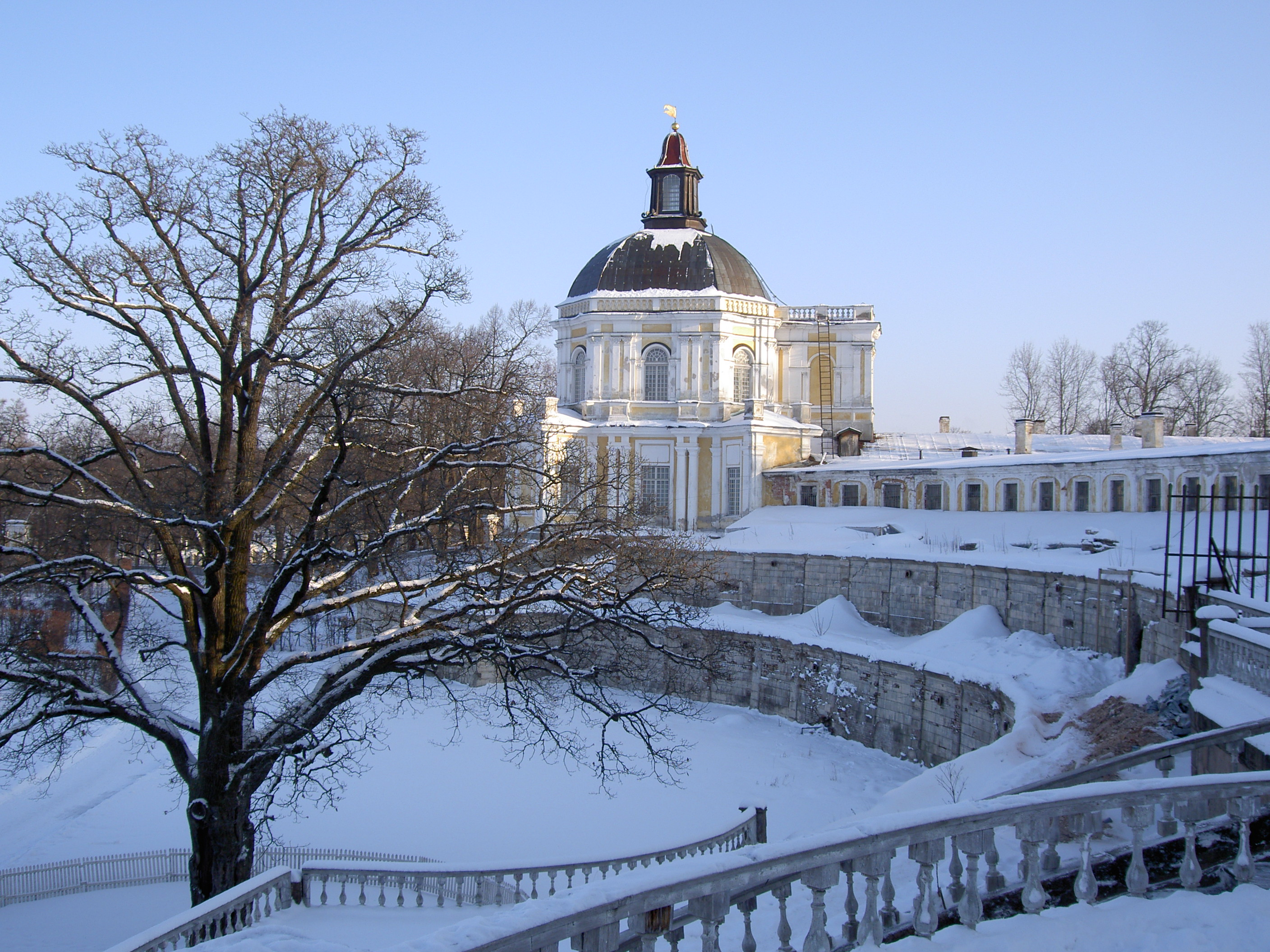
Тераси і павільйон палацу взимку

- Великий палац (Меншиковський палац (Оранієнбаум))
- Картинний будинок
- Нижні будинки
- Палац Петра III (архітектор Антоніо Рінальді)
- Почесна брама
- Китайський палац (архітектор Антоніо Рінальді)
- Концертна зала
- Китайська кухня
- Кавалерський корпус
- Павільйон Катальна горка (архітектор Антоніо Рінальді)
- Склярусний кабінет
- Зала Муз
- Скульптури парку (Оранієнбаум)
- Петровський парк (Оранієнбаум)